# 続・社長太平記
『続・社長太平記』（ぞく・しゃちょうたいへいき）は、1959年3月15日に公開された『社長シリーズ』第7作の映画。製作、配給は東宝。カラー、東宝スコープ。

## 概要
前作『社長太平記』の続編で、シリーズでは初のカラーとなったが、松林宗恵監督が前作で降板したため、青柳信雄に監督が代わった（青柳がシリーズ監督を担当するのは『おしゃべり社長』を除けば唯一）。また音楽も、宅孝二から松井八郎に代わっている。
なお『社長シリーズ』は、1960年12月25日公開の『サラリーマン忠臣蔵』（監督：杉江敏男）まで1年9ヶ月休止し、その間に傍系作品『新・三等重役』シリーズ4作が製作・公開された。

## スタッフ
- 製作：清水雅[要出典]
- 企画：森岩雄[要出典]
- 脚本：笠原良三
- 音楽：松井八郎
- 撮影：西垣六郎
- 美術：小川一男
- 録音：矢野口文雄
- 照明：西川鶴三
- 編集：大井英史
- チーフ助監督：岩城英二
- 整音：宮崎正信
- プロデューサー：藤本真澄[要出典]
- 監督：青柳信雄

## キャスト
- 牧田庄太郎：森繁久彌
- 大森雄吉：小林桂樹
- 朝日奈剛之助：加東大介
- 岩子、五九郎：三好栄子
- 牧田登代子：久慈あさみ
- 大森たま：英百合子
- 麻布洋子 ：越路吹雪
- くま子：淡路恵子
- 麻理子：団令子
- 〆福：北川町子
- 深尾キン子：春川ますみ
- 雨川：三木のり平
- 西田：南道郎
- 白坪：小川虎之助
- 白坪夫人：一の宮あつ子
- 大山：山茶花究

## 同時上映
『海から来た男』
- 宝塚映画作品／監督：山崎芳照／主演：神戸一郎
- なお、3月21日からはこの作品に代わって『鉄腕投手 稲尾物語』（監督：本多猪四郎）との2本立てとなった。